# Maurice Goudard
Maurice Goudard est un ingénieur français né le 22 décembre 1881 à Paris où il est décédé le 17 janvier 1948. Ingénieur motoriste, il est l'un des pères de la marque Solex.

## Biographie
D'une famille aisée, il est diplômé en 1905 de l'École centrale Paris, où il a rencontré Marcel Mennesson, qui est devenu son ami. En 1906 il a inventé un radiateur en forme de tambour, ventilé par une roue centrifuge. Le système ainsi construit a pris le nom de "radiateur centrifuge" et a été le premier produit de la société Goudard & Mennesson (qui deviendra plus tard le Solex), toujours fondée en 1906 par le même Goudard avec Marcel Mennesson. Le radiateur n'a pas été un grand succès, et sa production a été interrompue au milieu des années 1920. Goudard se consacre aux carburateurs, devenus son terrain d'étude et qui ont amené à la création du Solex.
Compte tenu de sa vaste expérience dans le domaine, en 1923 Goudard a été nommé président de la chambre syndicale des accessoires pour automobiles, cycles et appareils aériens. Il a occupé ce poste jusqu'au 5 juin 1942, lorsque, en pleine occupation allemande, il a démissionné. Goudard, a mal supporté l'ingérence de l'État (la bureaucratie, en particulier) dans le fonctionnement de l'industrie. En 1942, il a écrit l'essai La Défense du libéralisme, tiré à cinq cents exemplaires. En 1944 , le travail a été de nouveau publié, en deux éditions.
Il a contribué à la création en 1927 du Bureau des Normes de l'automobile, de l'organisation pour la normalisation de la production automobile.
Il a été président de 1932 à 1936 et de la Société des ingénieurs de l'automobile.